# Orthostigma konergeri
Orthostigma konergeri är en stekelart som beskrevs av Fischer 1995. Orthostigma konergeri ingår i släktet Orthostigma och familjen bracksteklar. Inga underarter finns listade i Catalogue of Life.